# Matthew Coon Come
Matthew Coon Come (ur. 1956 w pobliżu Mistissini, Quebec) – kanadyjski działacz, polityk i pochodzący z plemienia Kri lider rdzennych Kanadyjczyków. Od 2000 do 2003 r. Krajowy Wódz Zgromadzenia Pierwszych Narodów (AFN).

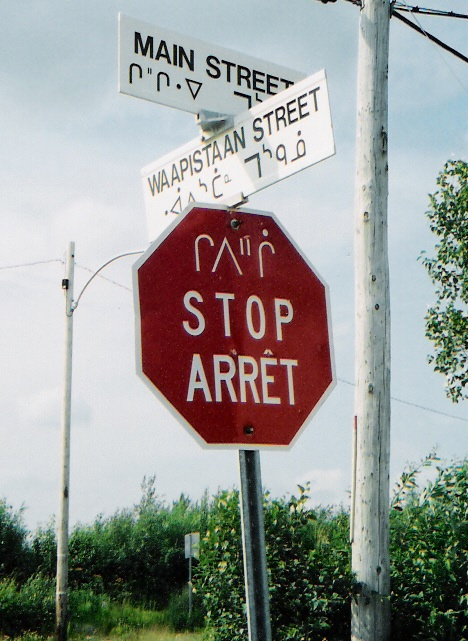
Znak drogowy w trzech językach w Mistissini (Quebec, Kanada) - miejscu urodzenia wodza Matthew Coon Come

## Życiorys
Ukończył szkołę z internatem dla indiańskich dzieci, a następnie nauki polityczne na Trent University i prawo na McGill University. W 1987 r. wybrano go "wielkim wodzem" i przewodniczącym Wielkiej Rady Kri z Quebecu. Krótko potem zyskał rozgłos jako obrońca podstawowych praw tubylczych ludów Kanady, a zwłaszcza jako przeciwnik rządowego projektu budowy kompleksu zapór, zbiorników i elektrowni wodnych w Quebecu, grożących zniszczeniem naturalnych terenów stanowiących podstawę utrzymania tamtejszych Indian (tzw. James Bay Project).
W 2000 r. w wyborach na Krajowego Wodza Zgromadzenia Pierwszych Narodów pokonał Phila Fontaine'a z Manitoby, ulegając mu jednak w kolejnych wyborach w lipcu 2003 r.
W 1994 został laureatem ekologicznej nagrody Goldman Environmental Prize. W 1995 r. nagrodzony National Aboriginal Achievement Award za osiągnięcia w polityce. W 1998 r. został doktorem honoris causa Wydziału Prawa Trent University.